# Linguee
Linguee és un servei web que proporciona un diccionari bilingüe en línia. Els idiomes que ofereix Linguee inclouen espanyol, anglès, francès, alemany i portuguès. A diferència d'altres serveis semblants, Linguee incorpora un cercador que dona accés a una gran quantitat de textos traduïts, bilingües, que provenen de la xarxa. Com a ajuda de la traducció, Linguee no funciona com un traductor automàtic, sinó que és més similar a una memòria de traducció.

## Tecnologia
Linguee utilitza webcrawlers especialitzats per buscar a Internet textos bilingües adequats i dividir-los en frases paral·leles. Els parells de frases identificades se sotmeten a una avaluació automàtica de qualitat mitjançant un algoritme d'aprenentatge que estima la qualitat de la traducció. L'usuari pot establir el nombre de parelles de frases utilitzant una cerca difusa, accedir-hi i visualitzar una classificació dels resultats de cerca amb comprovació de qualitat. Els usuaris també poden qualificar les traduccions manualment, de manera que el sistema d'aprenentatge de la màquina s'entrena de forma permanent.